# Hjärtsjöborre
Hjärtsjöborre (Echinocardium cordatum) är en sjöborreart som först beskrevs av Thomas Pennant 1777.  Hjärtsjöborre ingår i släktet Echinocardium och familjen hjärtsjöborrar. Arten är reproducerande i Sverige. Inga underarter finns listade i Catalogue of Life.
Hjärtsjöborre har fått sitt namn av skalets form. De förekommer längs hela svenska västkusten ned till Öresund, och är den vanligaste tagghudingen i Sverige. Hjärtsjöborren är grågul, och en sjöborre utvecklad för liv på sandbottnar och främst förekommer i tidvattenbältet, men i Sverige lever den även på djupare vatten, även i gyttja.
Den kan angripas av ett parasitiskt kräftdjur, Ulophysema oeresundense.

## Bildgalleri

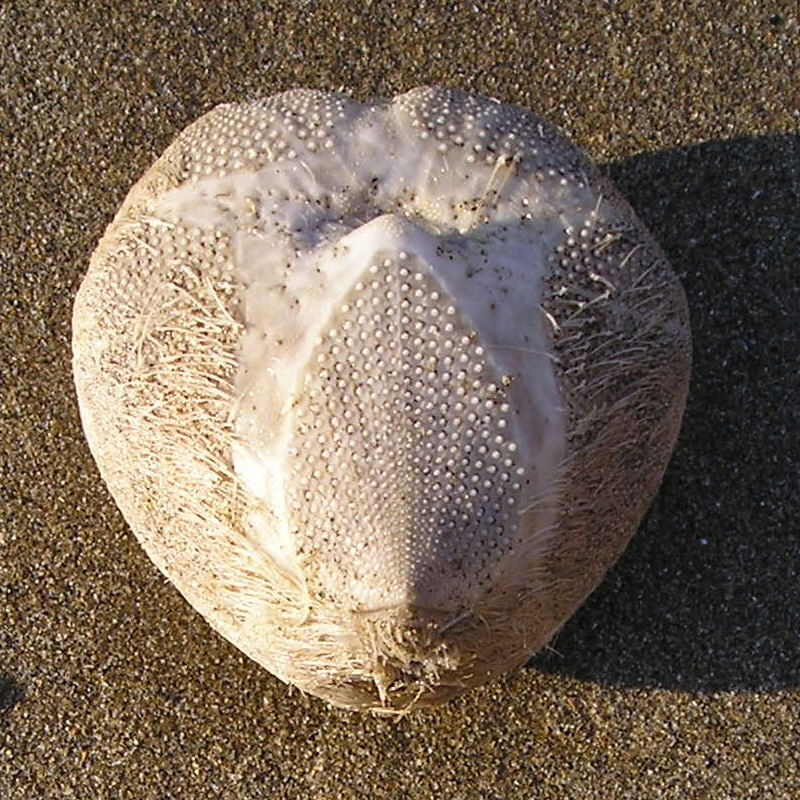
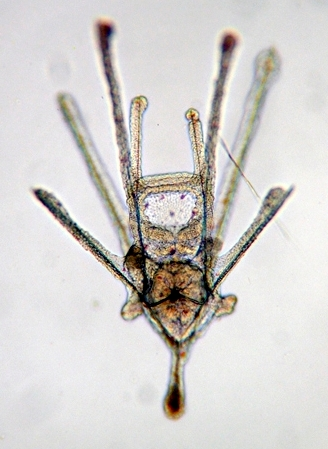
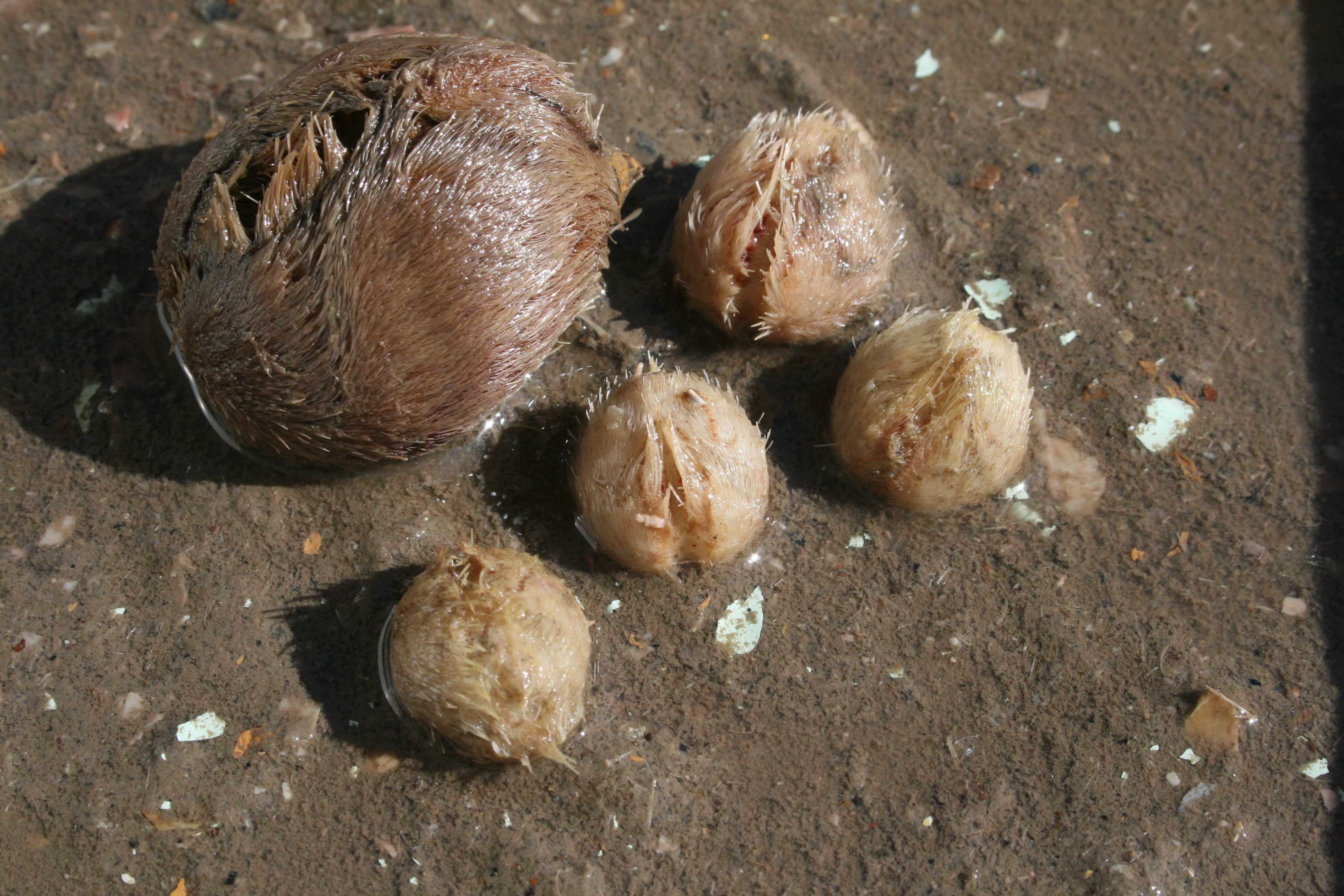
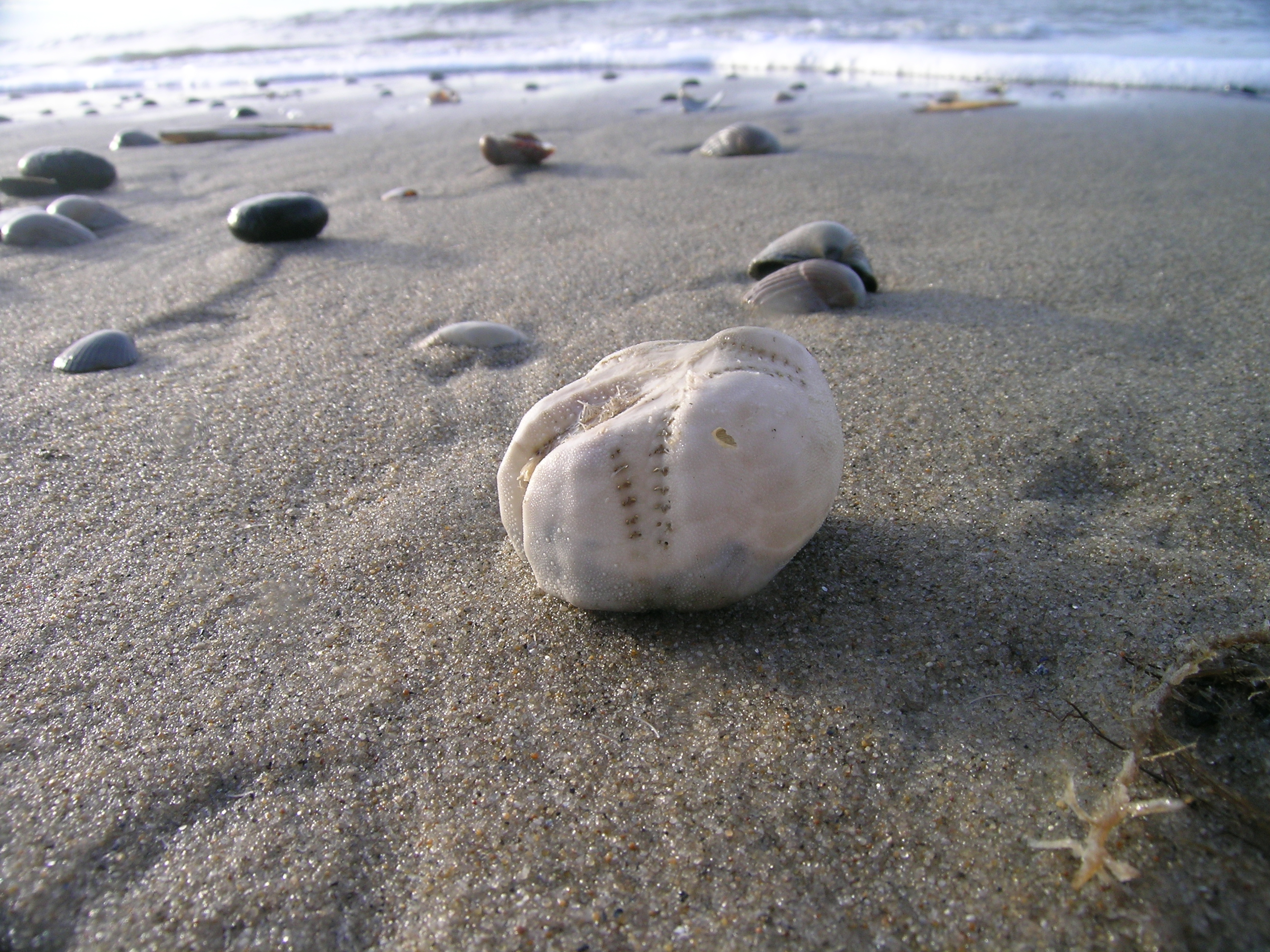